# Xã Brenton, Quận Ford, Illinois
Xã Brenton (tiếng Anh: Brenton Township) là một xã thuộc quận Ford, tiểu bang Illinois, Hoa Kỳ. Năm 2010, dân số của xã này là 973 người.